# Tubarão-mona
O tubarão-mona (Pseudotriakis microdon) é uma espécie de tubarão da ordem Carcharhiniformes e da família Pseudotriakidae [en], sendo o único membro de seu gênero. Com uma distribuição global, é mais comumente registrado próximo ao fundo em plataformas continentais e insulares, a profundidades entre 500 a 1.400 metros. Alcançando 3 metros de comprimento, este tubarão de corpo robusto pode ser facilmente identificado por sua primeira barbatana dorsal alongada, semelhante a uma quilha. Possui olhos longos e estreitos e uma boca grande repleta de numerosos dentes minúsculos. Geralmente, sua coloração é marrom-escura, embora alguns indivíduos sejam cinza-claros.
Com músculos flácidos e um grande fígado oleoso, o tubarão-mona é um predador de movimentos lentos e necrófago que se alimenta de uma variedade de peixes e invertebrados. Apresenta um modo de reprodução vivíparo, com uma forma incomum de oofagia [en] na qual os embriões em desenvolvimento consomem óvulos ou fragmentos de ovos liberados pela mãe e utilizam o material do vitelo para reabastecer seus sacos vitelinos externos para uso posterior. Esta espécie geralmente dá à luz dois filhotes por vez. A União Internacional para a Conservação da Natureza (IUCN) classificou o status de conservação do tubarão-mona como pouco preocupante. Embora não seja alvo de pescarias nem tenha valor comercial significativo, é capturado incidentalmente por palangres e arrastões de fundo, e sua baixa taxa reprodutiva pode torná-lo suscetível à redução populacional.

## Taxonomia e filogenia
O tubarão-mona foi descrito pelo ictiólogo português Félix António de Brito Capelo no Jornal do Sciências Mathemáticas, Physicas e Naturaes em 1868. Ele baseou sua descrição em um macho adulto de 2,3 metros capturado em Setúbal, Portugal. Brito Capelo considerou que o espécime se assemelhava a um membro do gênero Triakis [en], exceto pela ausência de uma membrana nictitante (embora agora se saiba que esta espécie possui essa característica). Assim, ele o atribuiu ao novo gênero Pseudotriakis, derivado do grego pseudo ("falso"). Na época, Triakis era classificado com os tubarões-gato, daí o nome comum em inglês "false catshark". O epíteto específico microdon vem do grego mikros ("pequeno") e odontos ("dente"). Outros nomes comuns para esta espécie incluem tubarão-bobo (do nome japonês oshizame) e tubarão-de-quilha.
As populações do Pacífico do tubarão-mona já foram consideradas uma espécie distinta, P. acrales. No entanto, comparações morfológicas não encontraram diferenças consistentes entre P. microdon e P. acrales, levando à conclusão de que há apenas uma espécie de tubarão-mona. Os parentes mais próximos do tubarão-mona são os tubarões do gênero Gollum [en]. Pseudotriakis e Gollum compartilham várias semelhanças morfológicas. Análises filogenéticas usando genes codificadores de proteínas revelaram que a divergência genética entre esses táxons é menor do que entre algumas outras espécies de tubarões do mesmo gênero. Esse resultado sugere que as muitas autapomorfias (características únicas) do tubarão-mona evoluíram relativamente recentemente, apoiando a agrupação de Pseudotriakis e Gollum na família Pseudotriakidae.

## Descrição
Robusto e de corpo mole, o tubarão-mona possui uma cabeça larga com um focinho curto e arredondado. As narinas apresentam grandes abas de pele em suas bordas anteriores. Os olhos estreitos têm mais que o dobro da largura em comprimento e possuem membrana nictitante rudimentar; atrás dos olhos, há grandes espiráculos. A boca, ampla e arqueada, apresenta sulcos curtos nos cantos. Há mais de duzentas fileiras de dentes minúsculos em cada mandíbula, dispostas em linhas retas na mandíbula superior e diagonais na inferior; cada dente tem uma cúspide central pontiaguda flanqueada por uma ou duas cúspides menores de cada lado. Os cinco pares de fendas branquiais são relativamente pequenos.
As barbatanas peitorais são pequenas e arredondadas, com raios das barbatanas apenas próximos à base. A primeira barbatana dorsal é altamente distintiva, sendo muito longa (aproximadamente igual à barbatana caudal) e baixa, assemelhando-se à quilha de um navio; ela se origina sobre as extremidades posteriores das barbatanas peitorais e termina sobre as origens das barbatanas pélvicas. A segunda barbatana dorsal é maior que a barbatana anal e se origina à frente dela; ambas as barbatanas estão posicionadas muito próximas à barbatana caudal. A barbatana caudal possui um lobo superior longo com uma incisura ventral próxima à ponta e um lobo inferior pouco definido. Os dentículos dérmicos têm formato de ponta de flecha com uma crista central e são distribuídos esparsamente na pele. A coloração é tipicamente marrom-escura uniforme, escurecendo nas margens das barbatanas. No entanto, alguns indivíduos são cinza-claros com manchas escuras irregulares formadas por pontos finos. O tubarão-mona cresce até 3 metros de comprimento e 330 kg de peso.

## Distribuição e habitat
Embora raramente encontrado, o tubarão-mona foi capturado em locais espalhados pelo mundo, indicando uma ampla distribuição global. No Atlântico ocidental, foi registrado no Canadá, Estados Unidos, Cuba e Brasil. No Atlântico oriental, é conhecido nas águas da Islândia, França, Portugal e Senegal, além das ilhas de Madeira, Açores, Canárias e Cabo Verde. No Oceano Índico, há registros em Madagascar, Aldabra, Maurício, Indonésia e Austrália. No Oceano Pacífico, foi documentado no Japão, Taiwan, Indonésia, Mar de Coral, Nova Zelândia e Arquipélago do Havaí.
Habitante de plataformas continentais e insulares, o tubarão-mona ocorre geralmente entre profundidades de 500 a 1.400 metros, embora tenha sido registrado até 1.900 metros. Ocasionalmente, indivíduos se aventuram em águas relativamente mais rasas sobre a plataforma continental, possivelmente seguindo cânions submarinos ou sofrendo de alguma condição anormal. O tubarão-mona geralmente nada próximo ao fundo do mar e foi encontrado em montes submarinos, trincheiras e recifes de águas profundas.

## Biologia e ecologia

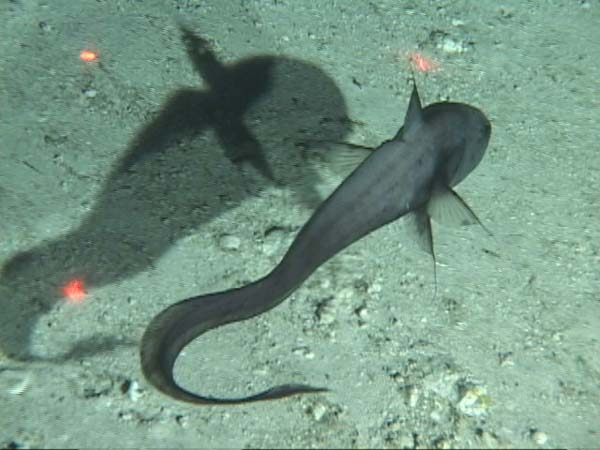
Peixes da subfamília en estão entre as presas consumidas pelo tubarão-mona.

As barbatanas, pele e musculatura moles do tubarão-mona sugerem um estilo de vida lento. Um enorme fígado oleoso representa 18–25% de seu peso total, permitindo que mantenha uma flutuabilidade neutra próxima e flutue próximo ao fundo com pouco esforço. Provavelmente, captura presas por meio de rápidas explosões de velocidade, com sua boca grande permitindo consumir alimentos de tamanho considerável. Alimenta-se principalmente de peixes ósseos, como enguias da família Synaphobranchidae, peixes da subfamília Macrourinae [en] e Gempylus serpens [en], além de peixes do gênero Etmopterus [en], lulas, polvos e camarões do gênero Heterocarpus. Também é provável que seja necrófago, já que exames de conteúdos estomacais revelaram peixes de superfície, como Auxis thazard, membros da família Belonidae e baiacus. Um espécime capturado nas Ilhas Canárias havia engolido lixo humano, incluindo batatas, uma pera, um saco de plástico e uma lata de bebida. Há registro de um tubarão-mona encontrado com marcas de mordida de um tubarão-branco (Carcharodon carcharias).
Diferente entre os tubarões da ordem Carcharhiniformes, o tubarão-mona é vivíparo com os embriões em desenvolvimento praticando oofagia intrauterina. Fêmeas adultas possuem um único ovário funcional, à direita, e dois úteros funcionais. Uma fêmea de 2,4 metros de comprimento continha cerca de 20.000 óvulos em seu ovário, com média de 9 mm de diâmetro. Durante a gestação, os embriões em desenvolvimento são inicialmente nutridos pelo vitelo e, posteriormente, passam a se alimentar de óvulos ou fragmentos de ovos. O material de ovo excedente ingerido pelo embrião é armazenado em seu saco vitelino externo; próximo ao nascimento, o embrião transfere o vitelo do saco vitelino externo para um saco vitelino interno, que serve como reserva alimentar após o nascimento. O tamanho típico da ninhada é de dois filhotes, um por útero, embora ninhadas de quatro sejam possíveis. O período de gestação provavelmente excede um ano, possivelmente durando dois ou três anos. Os recém-nascidos medem entre 1,2 e 1,5 metros de comprimento. Machos e fêmeas provavelmente atingem a maturidade sexual com cerca de 2 a 2,6 metros e 2,1 a 2,5 metros de comprimento, respectivamente.

## Interações com humanos
O tubarão-mona é uma fauna acompanhante pouco frequente de palangres e arrastões de fundo. Tem valor econômico mínimo, embora sua carne, barbatanas e óleo de fígado possam ser utilizados. Na Okinawa, seu óleo é tradicionalmente usado para selar os cascos de barcos de pesca de madeira. Como outros tubarões de águas profundas, acredita-se que esta espécie seja altamente suscetível à sobrepesca devido à sua baixa taxa reprodutiva. No entanto, é raramente capturado, e não há informações disponíveis sobre sua população. Portanto, a União Internacional para a Conservação da Natureza (IUCN) classificou-o como pouco preocupante. Em junho de 2018, o Departamento de Conservação da Nova Zelândia classificou o tubarão-mona como tendo "Dados Insuficientes" com o qualificador "Seguro no Exterior" sob o Sistema de Classificação de Ameaças da Nova Zelândia.